# Арбористика

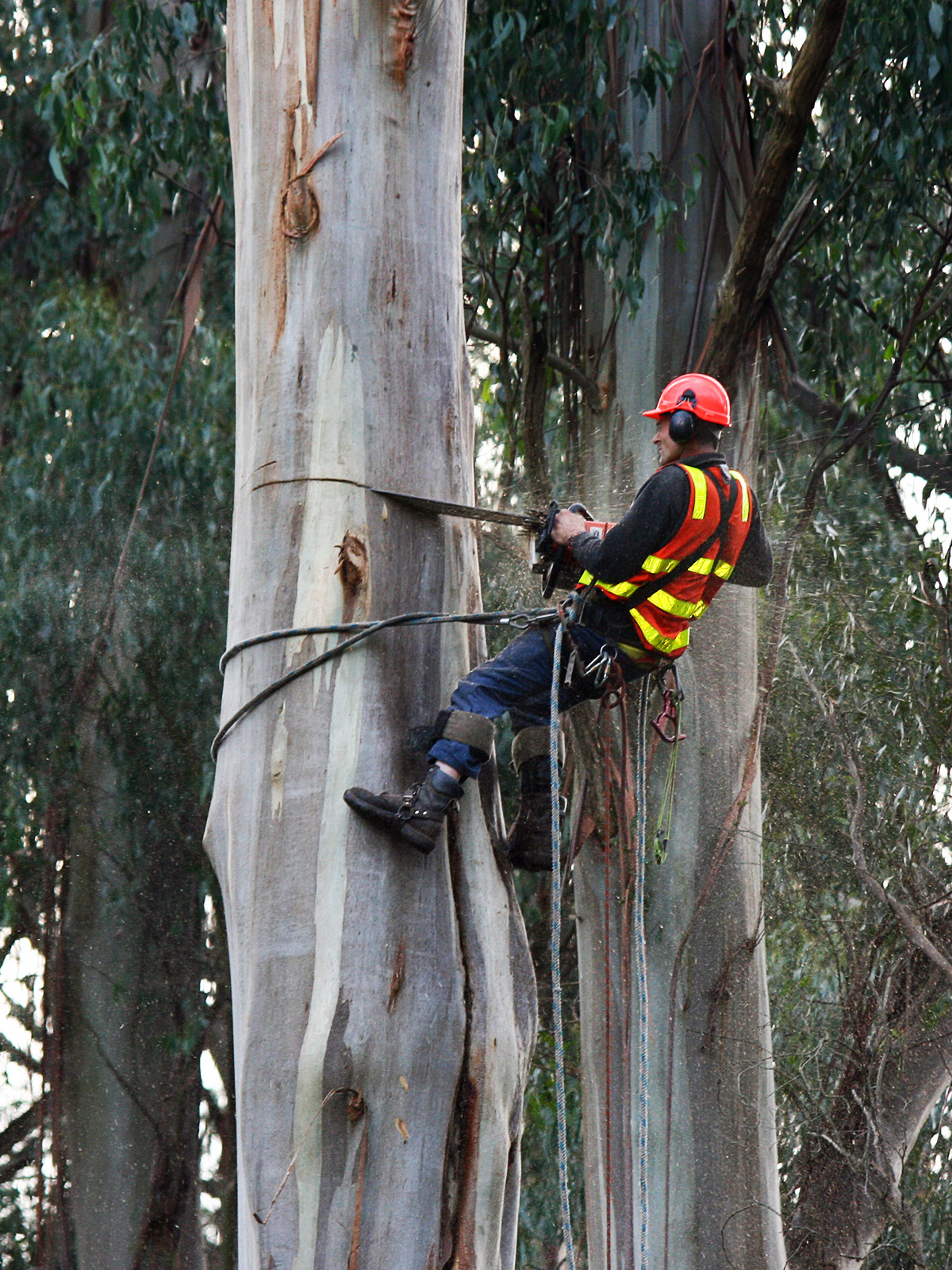

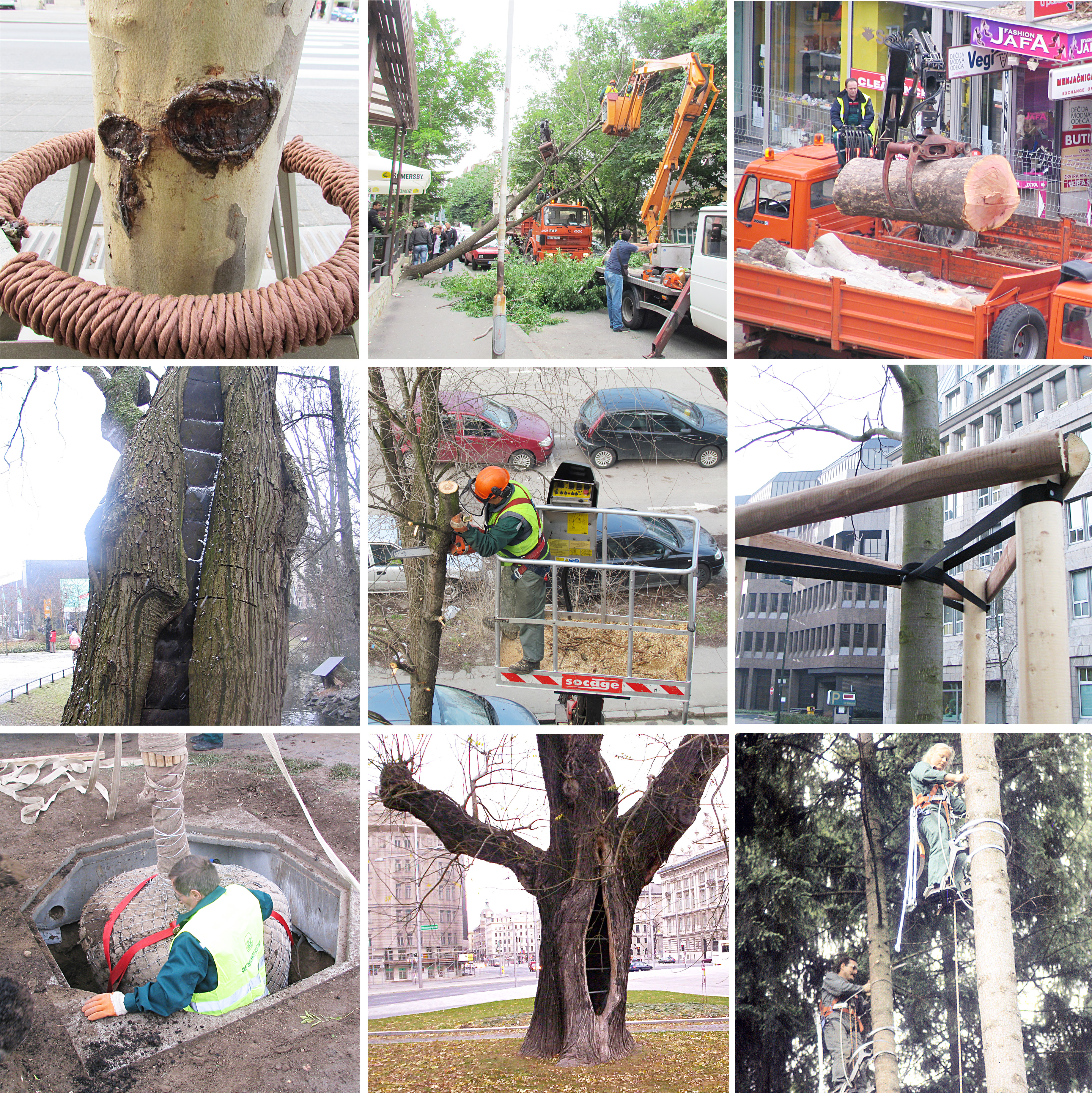

Арбористика (лат. arbor — дерево) — це наукова та практична діяльність, що спрямована на вирощування, підтримку та управління станом дерев на благо суспільства. Наука вивчає як ростуть деревні рослини, як реагують на практичну діяльність людей та середовище. Таким чином арбористика базується на знаннях дендрології (з гр. дендро — дерево). Практична складова арбористики охоплює діяльність пов'язану з підбором, посадкою, підживленням, боротьбу з шкідниками, методи обзіки та захисту, формування та видалення дерев. Також сюди входить система навчання та підвищення кваліфікації працівників. Англійською — це термін англ. Arboriculture, під яким розуміють — культура вирощування дерев.
Іншими словами, під терміном арбористика розуміють — догляд за деревами.

## Огляд
Особу, яка інспектує дерева, досліджує або займається практичною частиною називають арборист. Арборист-практик може працювати за допомогою мотузкового доступу у крону або ж з платформи, використовуючи арбористичне спеціалізоване спорядження.
Арбористика розглядає дерева як окремі організми. Дерева, що ростуть у містах та селах, ростуть у відмінних умовах від лісових, вимоги по утриманню таких дерев також відрізняються, особливо у густонаселених містах та часто відвідуваних місцях. Тож арбористика тісно пов'язана з управлінням ризиками, які можуть бути пов'язані з деревами. Арборист повинен розуміти усю ситуацію навколо дерева та мати можливість спрогнозувати дії, які необхідні для покращення умов росту дерева. У випадку коли ризики пов'язані з деревом перевищують користь, яку надає дерево — приймають рішення про його видалення.

## Організації
Перша арбористична організація заснована у 1924 році — The International Society of Arboriculture. У Європі у 1964 році засновано — Arboricultural Association. Дані організації засновані як наукові та освітні, які прагнуть сприяти догляду та усвідомленню цінностей дерев у нелісових умовах. Працюють над створенням освітніх програм як для працівників даної сфери, так і для широкого кола людей.
На початку розвитку, арбористи називали себе деревними хірургами, які дотримувались методів обробки порожнин, тобто вважалось правильним вичищати порожнини дерев та обробляти зрізи. Проте у 1980 році відбулась революція, викликана науковими дослідженнями професора Alex Shigo, про здатність дерев до відмежування пошкоджених тканин — компартменталізація.
У 1992 році створено European Arboricultural Council. Метою даної організації є підвищення професійного рівня компетентності в галузі догляду за деревами.
European Arboricultural Standards — уніфіковані стандарти догляду за кроною, посадки та ін., які використовують у країнах членах Європейської асоціації арбористики. У листопаді 2023 року у КМДА презентували український переклад європейських стандартів догляду за деревами, які планують використовувати при благоустрої міста, а також впроваджувати у інших містах України.